# Bataille d'Al-Buhayra
Pour les articles homonymes, voir Bataille de Marrakech.
 (avril 2025).
La bataille d'Al-Buhayra s'est déroulée le 13 mai ou 14 avril 1130, à Marrakech, entre les troupes Almohades menées par Ibn Toumert, et les troupes Almoravides menées par Ali ben Youssef, qui remportent une victoire non décisive sur les Almohades qui assiégeaient Marrakech, alors capitale de l'empire Almoravide.
Les Almohades très confiants d'eux-mêmes après plusieurs succès militaires remportés sur les Almoravides décidèrent de prendre Marrakech et commencèrent à l'assiéger. Devant cette situation, une troupe almoravide sortit de la ville pour briser le siège, mais fut lourdement défaite, le sultan almoravide Ali ben Youssef fut obligé de résister jusque l'arrivée des renforts Almoravides qui réussirent à infliger une sévère défaite aux assaillants Almohades.
Cette défaite obligea les Almohades à se refouler vers les montagnes de l'Atlas et à changer de tactique en menant une guerre plus longue qui consista à conquérir tous les territoires qui entouraient Marrakech afin de l'isoler, cette tactique permit aux Almohades de prendre Marrakech en 1147.